# Loukovec
Loukovec (en allemand : Loukowetz) est une commune du district de Mladá Boleslav, dans la région de Bohême-Centrale, en République tchèque. Sa population s'élevait à 346 habitants en 2020. 

## Géographie
Loukovec se trouve sur la rive droite de la Jizera, un affluent de l'Elbe, à 5 km au nord-est de Mnichovo Hradiště, à 19 km au nord-nord-est de Mladá Boleslav et à 67,5 km au nord-est de Prague.
La commune est limitée par Chocnějovice au nord-ouest, par Koryta au nord, par Loukov à l'est, par Březina au sud, et par Mnichovo Hradiště au sud-ouest.

## Histoire
La première mention écrite de la localité date de 1225.

## Administration
La commune se compose de deux quartiers :
- Loukovec
- Hubálov

## Transports
Par la route, Loukovec se trouve à 8,5 km de Mnichovo Hradiště, à 25,5 km de Mladá Boleslav et à 82 km de Prague.